# Adílio
Adílio, właśc. Adílio de Oliveira Gonçalves (ur. 15 maja 1956 w Rio de Janeiro, zm. 5 sierpnia 2024 tamże) – brazylijski piłkarz.

## Kariera klubowa
Adílio karierę piłkarską rozpoczął w klubie CR Flamengo w 1975 roku. Z Flamengo trzykrotnie zdobył mistrzostwo Brazylii w 1980, 1982, 1983, czterokrotnie mistrzostwo stanu Rio de Janeiro – Campeonato Carioca w 1978, 1979, 1981, 1986, Copa Libertadores 1981 oraz Puchar Interkontynentalny w 1981 roku. We Flamengo 12 września 1976 w wygranym 3-0 meczu z Sportem Recife Adílio zadebiutował w lidze brazylijskiej.
W latach 1987–1988 był zawodnikiem Coritiba. W Coritibie 8 listopada 1987 w przegranym 0-3 meczu z Cruzeiro EC Adílio po raz ostatni wystąpił w lidze. Ogółem w latach 1976–1987 w lidze brazylijskiej wystąpił w 192 meczach, w których strzelił 26 bramek. W 1989 roku występował w Ekwadorze w klubie Barcelona SC. Z Barceloną zdobył mistrzostwo Ekwadoru 1989. W latach 1991–1992 występował w Peru w Alianzie Lima. Karierę Adílio zakończył w 1997 roku w Barra Mansa FC.

## Kariera reprezentacyjna
Adílio w reprezentacji Brazylii zadebiutował 5 lipca 1979 w zremisowanym 1-1 meczu ze stanem Bahia. W meczu międzypaństwowym jedyny raz wystąpił 21 marca 1982 w wygranym 1-1 towarzyskim meczu z reprezentacją RFN.
| Mecze i gole w reprezentacji | Mecze i gole w reprezentacji | Mecze i gole w reprezentacji | Mecze i gole w reprezentacji | Mecze i gole w reprezentacji | Mecze i gole w reprezentacji | Mecze i gole w reprezentacji |
| #                            | Data                         | Miasto                       | Przeciwnik                   | Gol                          | Wynik                        | Rozgrywki                    |
| ---------------------------- | ---------------------------- | ---------------------------- | ---------------------------- | ---------------------------- | ---------------------------- | ---------------------------- |
| N1.                          | 05.07.1979                   | Salvador                     | Bahia                        |                              | 1:1                          | towarzyski                   |
| 1.                           | 21.03.1982                   | Rio de Janeiro               | RFN                          |                              | 1:0                          | towarzyski                   |